# Matka Boska Włodzimierska (ikona Andrieja Rublowa)
Matka Boska Włodzimierska – ikona Andrieja Rublowa z ok. 1408 roku, obecnie znajdująca się w Muzeum Włodzimierskim we Włodzimierzu.
Jest to kopia Włodzimierskiej Ikony Matki Bożej, która znajdowała się w soborze Zaśnięcia Matki Boskiej w Kremlu moskiewskim. Ikona ta przywieziona z Bizancjum w XII wieku parokrotnie podróżowała do Moskwy i w związku z tym zamówiono wykonanie repliki, aby zastępowała w świątyni podróżujący obraz. Było to m.in. przyczyną rozpowszechniania się kultu ikony, ponieważ wierzono, iż kopia posiada część cudownej mocy oryginału.
Ikona reprezentuje typ Eleusa, czyli miłująca – Matka Boża obejmująca i przytulająca do policzka Syna. Rublow, wykonując ikonę, nadał jej więcej czułości poprzez mocniejsze pochylenie Matki ku Synowi. Artysta wprowadził cechy charakterystyczne dla swojej twórczości, malując bardziej miękko i łagodnie. Osiągnął to dzięki brakowi sztywnych linii i powolnemu przechodzeniu światła w cień, co przywodzi na myśl włoskie sfumato, albo – jak określają to malarze ruscy – „malowanie dymem”. Sylwety silnie odcinają się od jasnego tła, co powoduje wrażenie kameralności sceny w czułym, niemym porozumieniu Matki i Syna.